# Бацуров
Бацуров (словац. Bacúrov, угор. Bacúr) — село, громада в окрузі Зволен, центральна Словаччина. Кадастрова площа громади — 9,60 км². Населення — 171 особа (за оцінкою на 31 грудня 2017 р.).
Перша згадка 1255 року.

## Населення
| Рік:            | 1994. | 2004.    | 2014.    | 2024.   |
| --------------- | ----- | -------- | -------- | ------- |
| Кількість осіб: | 98    | 121      | 164      | 159     |
| Різниця:        |       | +23,46 % | +35,53 % | -3,04 % |

| Рік:            | 2023. | 2024.   |
| --------------- | ----- | ------- |
| Кількість осіб: | 158   | 159     |
| Різниця:        |       | +0,63 % |